# 新音
新音（にのん、2004年12月10日 - ）は、日本のファッションモデル、女優。東京都出身。ADONIS Aに所属していたが、2025年3月時点で事務所公式サイトのトップページからは名前が削除されている。

## 来歴・人物
母はファッションモデルのクリスウェブ佳子。父はイギリス人。
雑誌やファッションショーなどでモデルとして活動し、2018年、第68回ベルリン国際映画祭ジェネレーション部門にノミネートされた映画『Blue Wind Blows』に出演し女優デビュー。
2019年公開の映画『まく子』では不思議な魅力を持つ転校生のヒロイン・コズエに抜擢された。

## 出演

### 映画
- Blue Wind Blows（2018年）
- まく子（2019年） - コズエ 役
- 星の子（2020年10月9日） - なべちゃん 役[5]
- 柳川（2022年12月16日）

### 雑誌
- GINZA
- VERY

### ミュージックビデオ
- RADWIMPS『狭心症』（2011年）
- nulbarich『DAY』(2023年)

### ランウェイ
- Barbie春夏コレクション（2013年）
- 東京ガールズコレクション アメリカンアパレルショー（2015年）